# Rob Schmidt
Robert Schmidt (ur. 25 września 1965 w Slippery Rock w stanie Pensylwania, USA) – amerykański reżyser i scenarzysta filmowy.
Absolwent szkoły wyższej State University of New York w Purchase. Od 29 czerwca 2003 roku żonaty z fotograf Zoe Gangemi.

## Filmografia

### Reżyseria
- 1995: Milestone
- 1999: Saturn
- 2000: Zbrodnia i kara na przedmieściu (Crime and Punishment in Suburbia)
- 2001: An American Town
- 2003: Droga bez powrotu (Wrong Turn)
- 2007: Mistrzowie horroru (Masters of Horror)
- 2008: The Alphabet Killer
- 2009: Bad Meat (preprodukcja)

### Scenariusz
- 1995: Milestone
- 1999: Saturn

## Nagrody
2000
- nominacja do nagrody Grand Special Prize podczas Deauville Film Festival za reżyserię filmu Zbrodnia i kara na przedmieściu (Crime and Punishment in Suburbia)
- nominacja do nagrody Grand Jury Prize podczas Sundance Film Festival w kategorii Najlepszy film dramatyczny za reżyserię filmu Zbrodnia i kara na przedmieściu (Crime and Punishment in Suburbia)

2003
- nominacja w kategorii Najlepszy film podczas Sitges – Catalonian International Film Festival za reżyserię filmu Droga bez powrotu (Wrong Turn)